# 杨伏水库
杨伏水库是中国陕西省榆林市定边县境内的一座水库，位于红柳河上，建于1973年。水库正常库容为1500万立方米，集雨面积为42平方千米，海拔为141米。